# Voyou au grand cœur

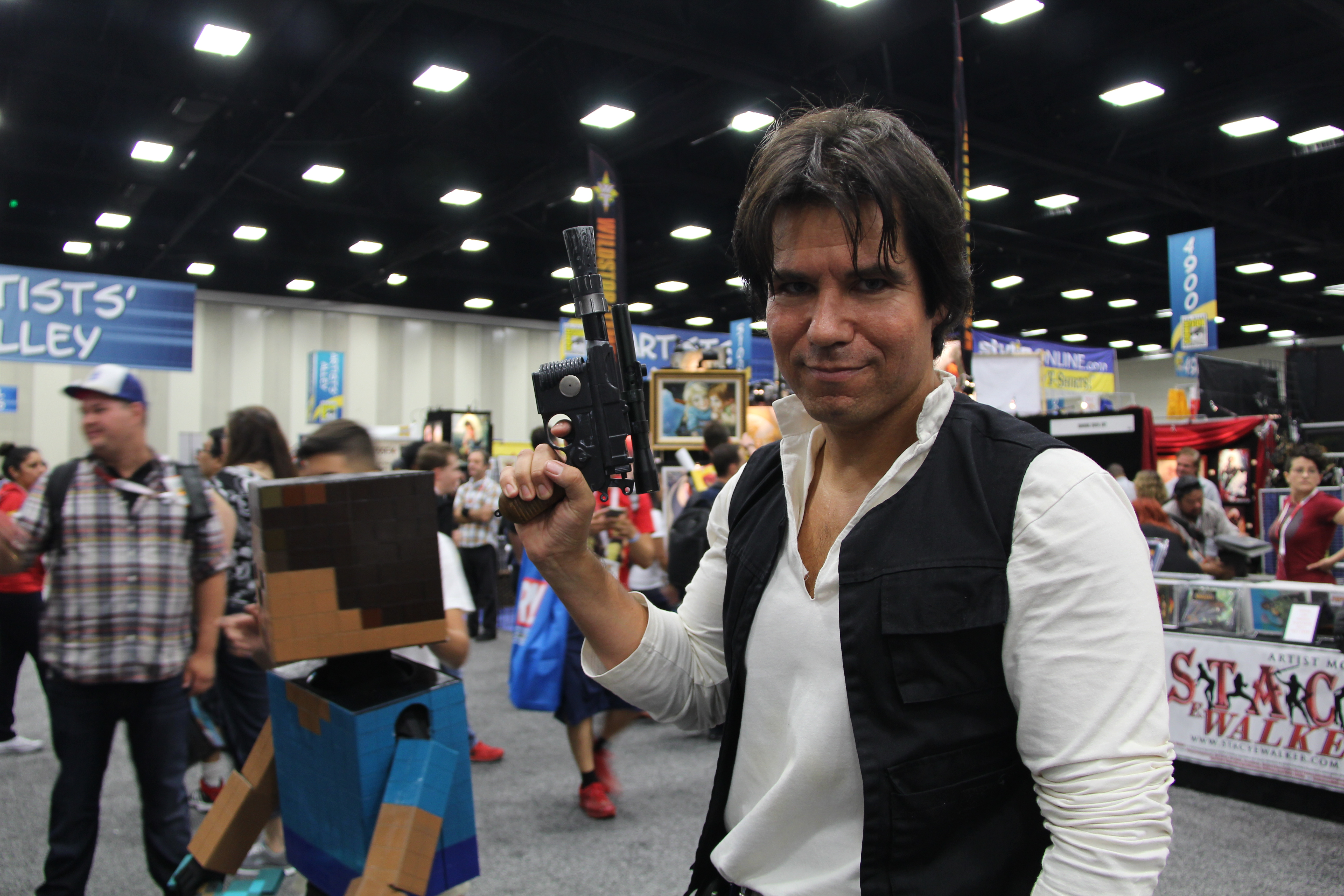
Cosplay de Han Solo, célèbre voyou au grand cœur.

Le voyou au grand cœur est un personnage type des œuvres de fiction. C'est un jeune homme faiseur de troubles qui malgré son allure violente et dangereuse a un fond noble et sensible. 

## Exemples
- Han Solo dans la saga Star Wars
- Madmartigan dans le film Willow (1988)
- Din Djarin dans la série The Mandalorian